# Европейский квартал (Люксембург)

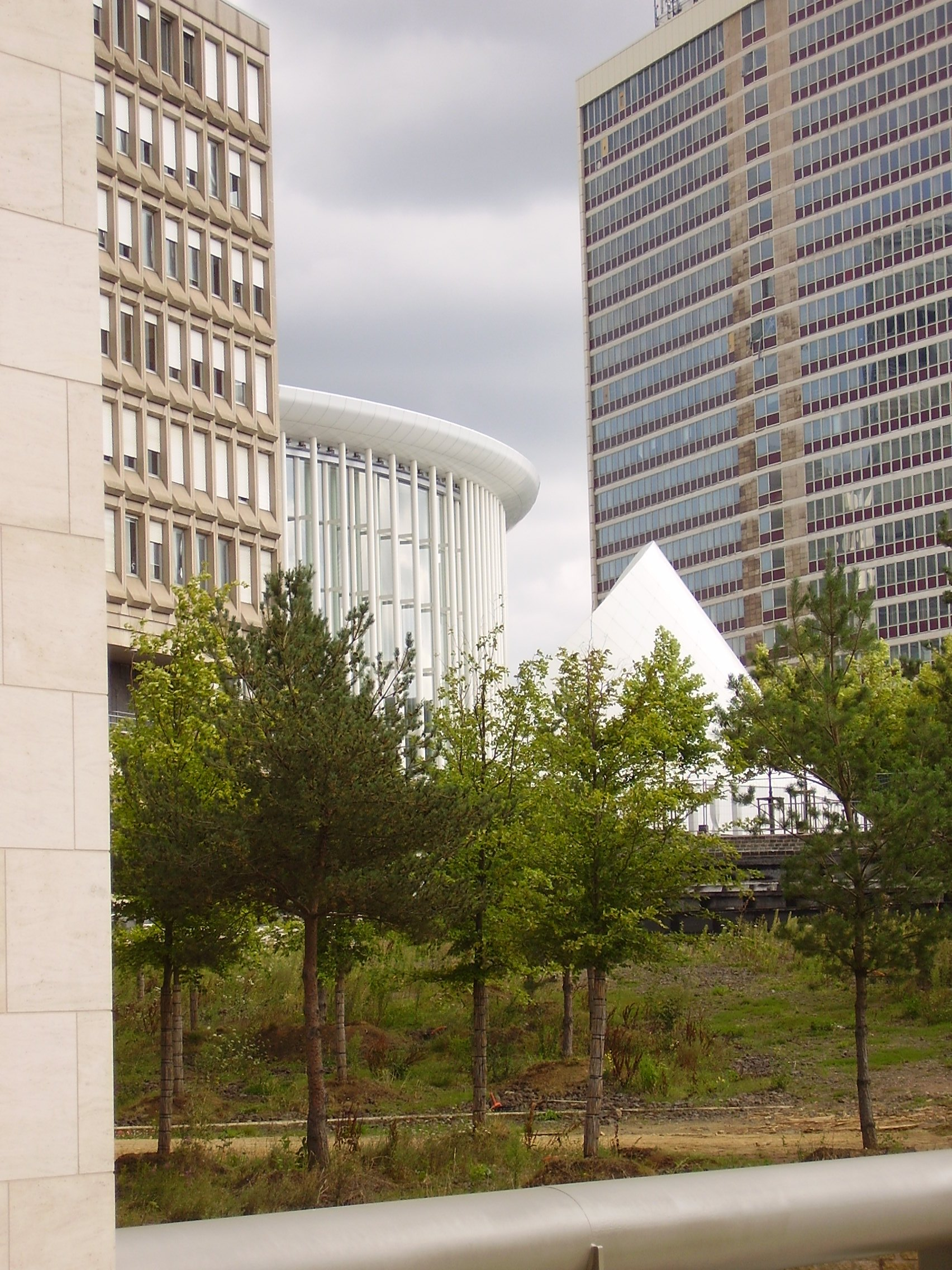
Европейский квартал

Европейский квартал (англ. European Quarter, фр. Quartier européen, нем. Europaviertel) — район в северо-восточной части города Люксембург, где располагаются учреждения Европейского союза. Является частью квартала Кирхберг.
Люксембург является родиной одного из отцов-основателей ЕС Робера Шумана, который в 1950 году выдвинул план к объединению отраслей промышленности ряда западноевропейских государств, что привело к возникновению Европейских сообществ (предшественник ЕС). В Люксембурге также прошло первое собрание стран-членов Европейского объединения угля и стали под председательством Жана Монне.
В Люксембурге, Брюсселе и Страсбурге разместились институты ЕС. Для Европейского квартала в Люксембурге был выбран район Кирхберг, где с 1952 года разместились:
- Генеральный секретариат Европейского парламента
- Часть Генеральной дирекции Европейской комиссии
- Суд Европейского союза
- Европейский суд аудиторов
- Европейский инвестиционный банк
- Совет Европейского союза

В районе главного вокзала Люксембурга также находится Служба публикаций ЕС.
В 2005 году в Европейском квартале была открыта Люксембургская филармония.